# 宽叶蒿
宽叶蒿（学名：Artemisia latifolia）为菊科蒿属的植物。分布于蒙古、朝鲜、俄罗斯以及中国大陆的甘肃、黑龙江、吉林、辽宁、内蒙古等地，生长于海拔1,000米的地区，一般生于森林草原、灌丛地等、疏林边缘、中、低海拔地区的草原、林中空地及草甸与盐渍化的草地上，目前尚未由人工引种栽培。

## 别名
“乌尔根-沙里尔日”（蒙语名）